# ジョン・ハウ (第4代チェッドワース男爵)

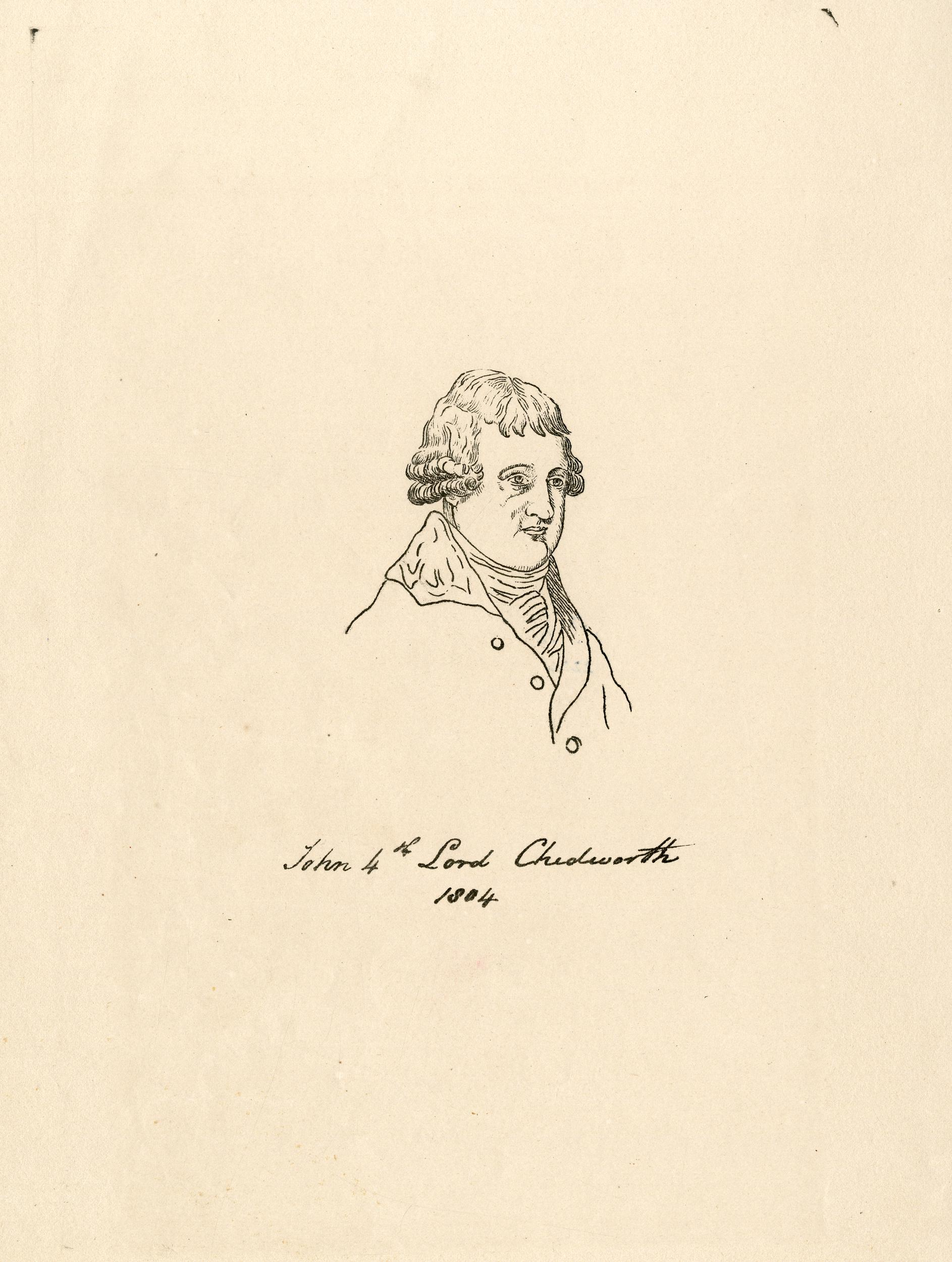
第4代チェッドワース男爵の肖像画、1804年。

第4代チェッドワース男爵ジョン・ハウ（英語: John Howe, 4th Baron Chedworth、1754年8月22日 – 1804年10月29日）は、グレートブリテン貴族。

## 生涯
トマス・ハウ閣下（Hon. Thomas Howe、1716年 – 1776年、初代チェッドワース男爵ジョン・ハウの三男）と妻フランシス（Frances、旧姓ホワイト（White）、1722年 – 1778年2月17日、トマス・ホワイトの娘）の次男として、1754年8月22日にソールズベリーのセント・エドマンド教区（St. Edmund's）で生まれた。1772年10月19日にオックスフォード大学クイーンズ・カレッジに入学、3年間在学したが、学位を修得しなかった。父の死後は母とともに母の実家近くのイプスウィッチに引っ越した。
1781年10月7日に伯父ヘンリー・フレデリック・ハウが死去すると、チェッドワース男爵位を継承した。伯父のウィルトシャーとグロスタシャーにおける領地も継承したが、これらの領地を訪れることはほとんどなく、隠遁生活を過ごした。
ハーロー校在学中より演劇と競馬への興味を持ち、死後に出版されたシェイクスピア作品に関する覚書では演劇に対する真剣さがみられた。競馬についてはジョッキークラブの会員である一方、馬主にはならず、賭博もしなかったという。
1804年10月29日に生涯未婚のままロンドンで死去、11月3日にイプスウィッチのセント・マシューズ教会（St. Matthew's）に埋葬された。遺言通り、母の隣に埋葬された。後継者がおらず、爵位は廃絶した。遺言状で親族にほとんど遺産を残さず、友人のペンリス医師（Penrice）に多くの財産を与えたほか、ホイッグ党のチャールズ・ジェームズ・フォックスに3,000ポンドを与えた。遺言執行者と管財人にはグロスタシャーにおける領地を残し、これらの領地は分割された上で1811年に268,635ポンドで売却された（うち、ストーウェル・パークの地所はサー・ウィリアム・スコットが購入した）。チェッドワース男爵の親族はチェッドワース男爵が精神異常であるとして遺言状に異議を唱えたが、ペンリスは1805年にチェッドワースのシェイクスピア作品に関する覚書を出版し、チェッドワース男爵が精神異常でなかったことを証明した。

## 著作
- Two Actions between John Howe, Esq., and G. L. Dive, Esq., tried by a Special Jury before Lord Mansfield at the Assizes holden at Croydon, August 1781（1781年、ロンドン、パンフレット[5]）
- A Charge delivered to the Grand Jury at the General Quarter Sessions of the Peace for the County of Suffolk（1793年、イプスウィッチ、パンフレット[5]）
- Notes upon some of the Obscure Passages in Shakespeare's Plays; with Remarks upon the Explanations and Amendments of the Commentators in the Editions of 1785, 1790, 1793（1805年、ロンドン） - 死後、友人のペンリス医師による出版[5]
- Letters from the late Lord Chedworth to the Rev. Thomas Crompton, written from January 1780 to May 1795（1828年、ロンドン） - 友人トマス・クロンプトン（Thomas Crompton）により出版された、2人の間の手紙[5]